# Stidham (Oklahoma)
Pour l’article homonyme, voir Stidham Farm.
Stidham est une ville du comté de McIntosh, dans l'État d'Oklahoma, aux États-Unis,. En 2010, elle compte une population de 18 habitants.

## Démographie
Lors du recensement de 2010, la ville comptait une population de 18 habitants, tandis qu'en 2019, elle est estimée à 19 habitants.